# Uitpezen
Uitpezen betekent in de prostitutie-wereld het uitmelken van de klant door de ontvangende prostituee. 
Dit kan bijvoorbeeld voorkomen bij raamprostitutie. Achter een raam lokt de prostituee haar klant en onderhandelt met hem over de basisprijs. Nadat de klant eenmaal binnen is, is het mogelijk dat voor allerlei diensten en wensen extra moet worden betaald. Op die manier probeert de prostituee meer geld te verdienen aan de klant. Het werkgebied van de prostituee wordt ook een peeskamer genoemd, vernoemd naar het oud-Nederlandse woord pees voor penis.